# Farlowella schreitmuelleri
Farlowella schreitmuelleri är en fiskart som beskrevs av Ahl, 1937. Farlowella schreitmuelleri ingår i släktet Farlowella och familjen Loricariidae. Inga underarter finns listade i Catalogue of Life.